# Senobasis weyrauchi
Senobasis weyrauchi är en tvåvingeart som beskrevs av Carrera 1952. Senobasis weyrauchi ingår i släktet Senobasis och familjen rovflugor.
Artens utbredningsområde är Peru. Inga underarter finns listade i Catalogue of Life.